# Othmar Schlaipfer
Othmar Schlaipfer, auch Othmar Schläpfer (erstmals 1440 in St. Gallen erwähnt; † 1485 ebenda), war ein Bürgermeister von St. Gallen (Schweiz).

## Leben
Othmar Schlaipfer wurde als Sohn des Rudolf Schlaipfer, Münsterbaumeister und Gutsbesitzer, geboren.
1441 wurde er Lehensträger der Vogtei Neuchlen bei Gossau, die Graf Friedrich VII. von Toggenburg seinem Vater verliehen hatte.
In den 1450er und 1460er Jahren hielt er sich als Vertreter der Ravensburger Handelsgesellschaft häufig in Genua auf. Er war Mitglied der Weberzunft und wurde 1456 Elfer.
In der Zeit von 1465 bis 1471 war er Ratsherr, und von 1471 bis 1478 war er im Wechsel mit Hans Schurff und Ludwig Vogelweider und von 1478 bis 1485 mit Georg Gmünder und Ulrich Varnbühler im Dreijahresturnus Amtsbürgermeister, Altbürgermeister und Reichsvogt; in dieser Zeit war er ab 1474 für den Einkauf von Leinwand in St. Gallen zuständig.
Othmar Schlaipfer war verheiratet. Seine Tochter Verena trat 1479 als Schwester Juliana in das Katharina-Kloster in St. Gallen ein.